# Dianthus darvazicus
Dianthus darvazicus là loài thực vật có hoa thuộc họ Cẩm chướng. Loài này được Lincz. mô tả khoa học đầu tiên.